# Glenn Grothman
Glenn Grothman, né le 3 juillet 1955 à Milwaukee, est un homme politique américain. Membre du Parti républicain, il est élu du Wisconsin à la Chambre des représentants des États-Unis depuis 2015.

## Biographie
Après des études de droit à l'université du Wisconsin à Madison, il devient avocat. Il entre en 1993 à l'Assemblée de l'État du Wisconsin, où il représente le 58e district. Il est élu au Sénat du Wisconsin en 2004 dans le 20e district,.
Le 3 avril 2014, il annonce son intention de se présenter Chambre des représentants des États-Unis face au républicain sortant Tom Petri, qu'il juge pas assez conservateur. Il compte déménager pour vivre dans le district. La semaine suivante, Petri annonce qu'il n'est pas candidat à sa réélection dans le 6e district du Wisconsin. Le district a voté à 53 % pour Mitt Romney en 2012, mais avait été remporté de justesse par Barack Obama en 2008. Il remporte de justesse la primaire républicaine, devançant le sénateur Joe Leibham de 215 voix. Il devient le favori de l'élection. Petri refuse cependant de le soutenir. En novembre 2014, il est élu avec 56,8 % des voix face au démocrate Mark Harris (40,9 %). Il est réélu en 2016, 2018, 2020, 2022 et 2024.

## Positions politiques
Glenn Grothman est un républicain ultraconservateur. Il est un homme politique controversé. Il s'oppose notamment au concept de weekend, pense que les cours d'éducation sexuelle rendent les enfants homosexuels et que Kwanzaa est un complot des Blancs de gauche pour mener à une guerre raciale.
En mars 2022, il est l'un des huit seuls représentants à voter contre la suspension des relations commerciales avec la Russie.